# Anna-Karin Eklund

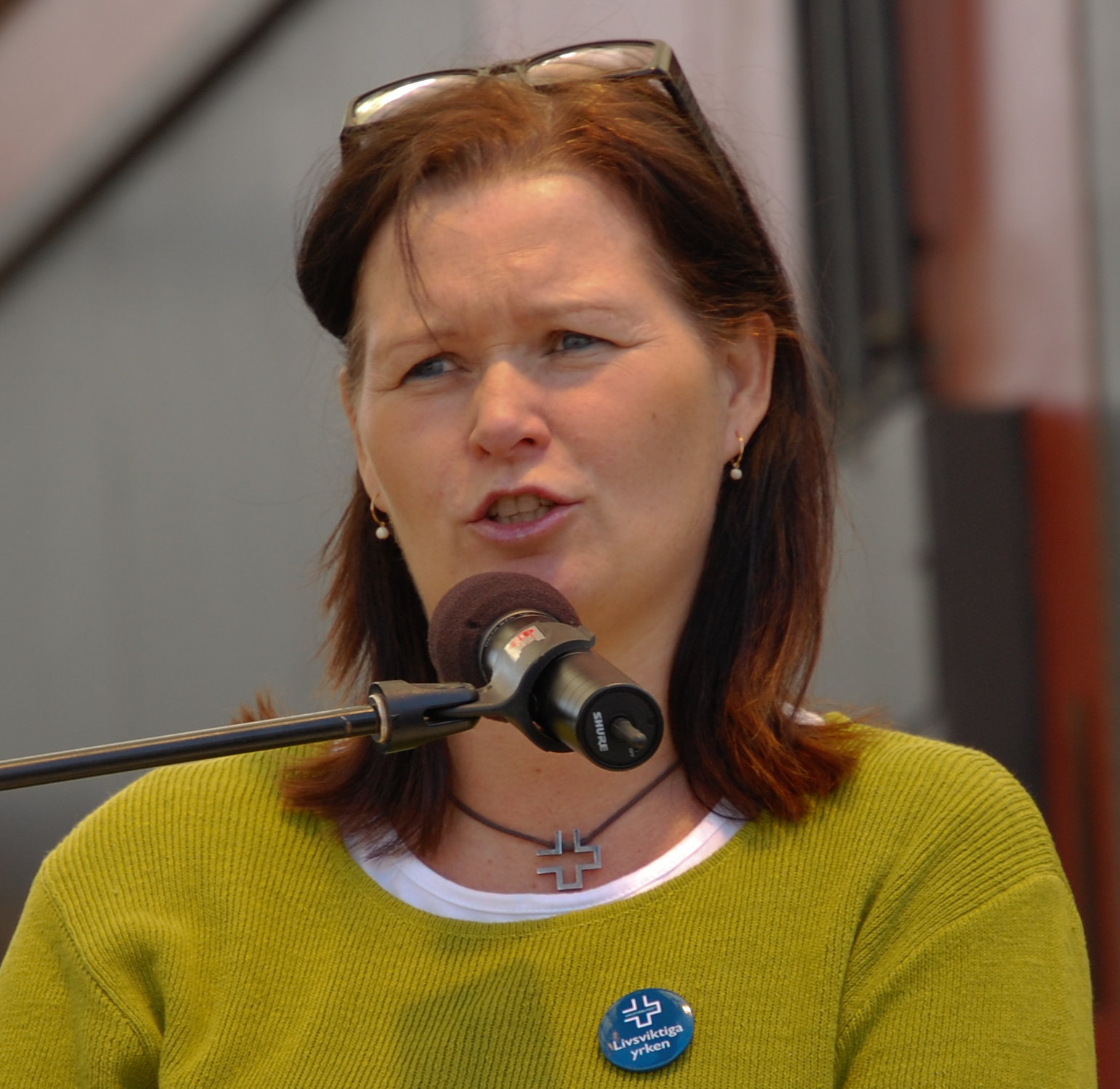
Anna-Karin Eklund talar på första maj, 2008.

Anna-Karin Eklund, född 6 juni 1960 i Söderhamn, är en svensk sjuksköterska och har varit fackföreningsledare, ordförande för Vårdförbundet mellan 2005 och 2011.
Eklund kommer från Söderhamn, började arbeta som sjuksköterska 1982, var fackligt aktiv som avdelningsordförande i Gävleborgs län, blev ledamot av Vårdförbundets förbundsstyrelse 1999, vice ordförande 2002 och valdes till Vårdförbundets ordförande vid dess kongress 10-12 maj 2005. Hon efterträddes 2011 av Sineva Ribeiro.